# Кампу-де-Вібораш
Кампу-де-Вібораш (порт. Campo de Víboras; МФА: [ˈkɐ̃.pu dɨ ˈvi.bu.ɾɐʃ]) — парафія в Португалії, у муніципалітеті Віміозу. Розташована в північно-східній частині країни, на теренах історичної португальської провінції Трансмонтана. Входить до складу округу Браганса. За адміністративним поділом, чинним до 1976 року, терени парафії були складовою провінції Трансмонтана і Верхнє Дору. Належить до Брагансько-Мірандської діоцезії Католицької церкви. Патрон — Діва Марія. Площа — 24,8371 км². Населення — 155 ос. (2011). Слабо урбанізований регіон. Густота населення — 6,24 осіб/км²
. Код — 041106.

## Населення
| Кількість мешканців | Кількість мешканців | Кількість мешканців | Кількість мешканців | Кількість мешканців | Кількість мешканців | Кількість мешканців | Кількість мешканців | Кількість мешканців | Кількість мешканців | Кількість мешканців | Кількість мешканців | Кількість мешканців | Кількість мешканців | Кількість мешканців |
| ------------------- | ------------------- | ------------------- | ------------------- | ------------------- | ------------------- | ------------------- | ------------------- | ------------------- | ------------------- | ------------------- | ------------------- | ------------------- | ------------------- | ------------------- |
| 1864                | 1878                | 1890                | 1900                | 1911                | 1920                | 1930                | 1940                | 1950                | 1960                | 1970                | 1981                | 1991                | 2001                | 2011                |
| 737                 | 767                 | 767                 | 828                 | 824                 | 625                 | 659                 | 702                 | 664                 | 663                 | 582                 | 350                 | 236                 | 145                 | 155                 |